# Transgresija
Transgresija je izdizanje razine mora i kao takva podrazumijeva širenje morskih površina na Zemlji. Zadnja je bila prije 10.000 godina nakon ledenog doba, more se izdignulo za 120 metara.
Posljedice transgresije u hrv. primorju su potapanje rječnih dolina Jadranskog slijeva i nastanak dalmatinske obale (otoci paralelni s obalom).